# Adrien Murastadion
Het Adrien Murastadion is een voetbalstadion in Châtelet, België, dat plaats bood aan 1.500 toeschouwers. De bespeler van het stadion was Châtelet-Farciennes SC, dat speelde in de Eerste klasse amateurs. Sinds de fusie van deze club met Olympic Charleroi verhuisde RAS Monceau-Châtelet naar het stadion. Hier bereikte men in 2022 voor het eerst de nationale reeksen.